# François-Joseph Hirn
François-Joseph Hirn (Straatsburg, 24 februari 1751, Doornik, 17 augustus 1819) was een Franse geestelijke. Hij was de 88ste bisschop van Doornik, van 1802 tot aan zijn overlijden in 1819. 

## Beknopte biografie
Fredrik Karel Jozef van Erthal, de aartsbisschop (en laatste keurvorst) van Mainz (van 1774 tot 1802) droeg Hirn op om naar Mainz te komen. Daar werd Hirn in 1774 priester gewijd. Van Erthal stelde Hirn aan met een tweeledige functie: 
- kapelaan (onderpastoor) en
- bibliothecaris van de keurvorst.

Hirn werd spoedig bevorderd tot kanunnik van het kapittel der Collegiale kerk Sint-Victor bij Mainz. Na verloop van tijd werd hij toegevoegd aan het bisdom Doornik.
Ingevolge de Franse Revolutie (1789-1799) en de Franse invallen in België (1792 en 1794)  was de werking van de Rooms-Katholieke Kerk in die tijd sterk ontregeld. Als gevolg daarvan was de bisschopszetel van Doornik onbezet gebleven sedert 1793. Hirn werd als eerste concordatair bisschop voor die zetel aangesteld op 10 juli 1802. Ruim een week later, op zondag, 18 juli 1802, werd hij voor die functie gewijd door de aartsbisschop van Parijs, Jean-Baptiste de Belloy-Morangle.
Alhoewel Hirn -afkomstig uit het buitenland- geen binding had met de burgers en het personeel van Doornik, werd hij toch aanvaard vermits de zetel reeds bijna tien jaren vacant was.

Hij had ongetwijfeld een moeilijk episcopaat.
Zijn eerste grote opdracht was de restauratie van de Onze-Lieve-Vrouwekathedraal die omwille van de ongeregeldheden eigen aan de Franse Revolutie, gesloten was geweest en in 1800 opnieuw geopend werd.

## Illustratie

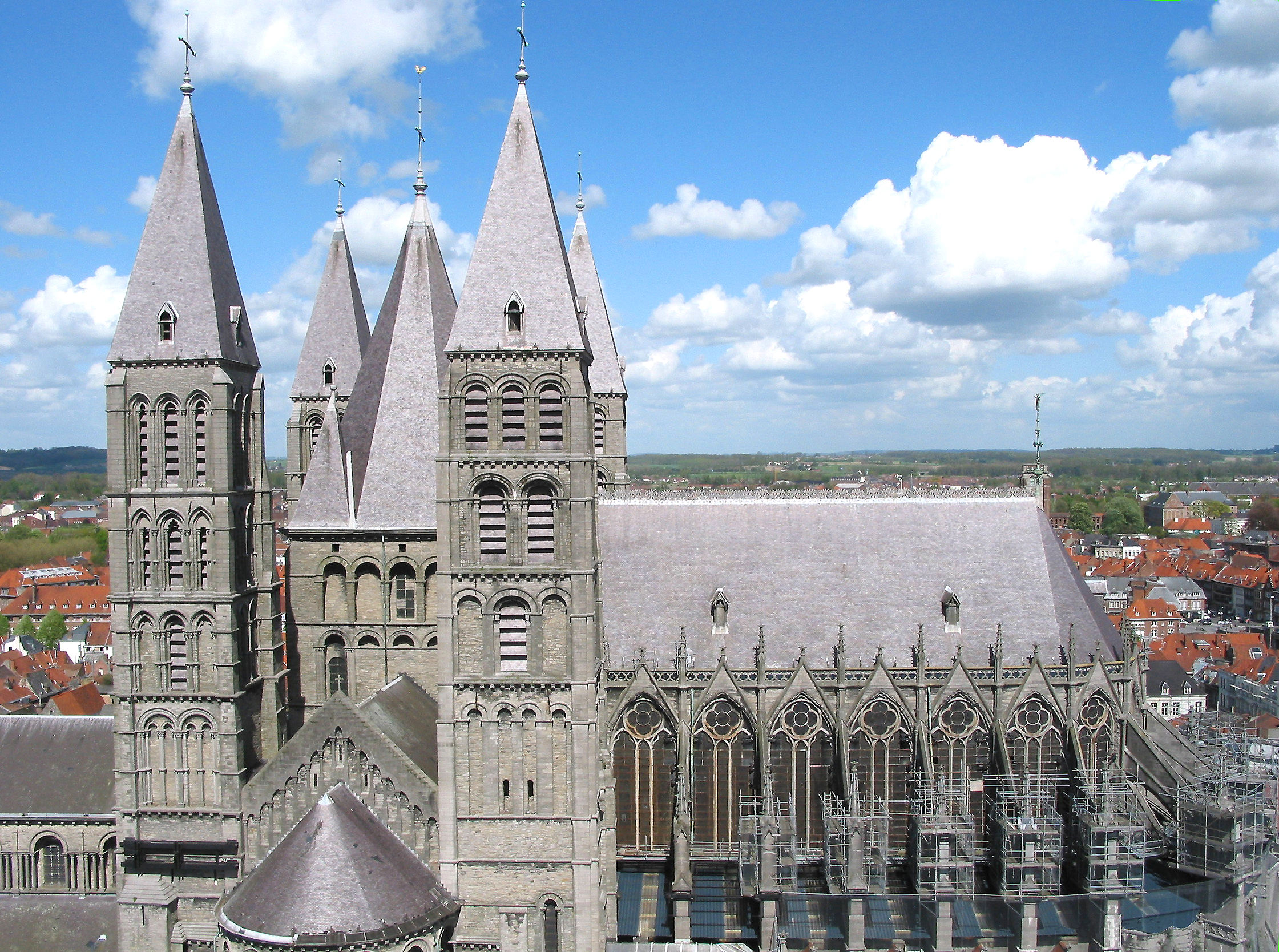
Onze-Lieve-Vrouwekathedraal te Doornik

- Bibliothèque nationale de France: cb15026986r (data)
- Gemeinsame Normdatei: 129529370
- International Standard Name Identifier: 0000 0000 6154 6542
- Library of Congress Control Number: no2002087655
- Nederlandse Thesaurus van Auteursnamen: 238105725
- Virtual International Authority File: 69210910
- WorldCat: E39PBJymwhvdmhXXQ7MHDgKjmd